# Вшебори (Воломінський повіт)
Вшебори (пол. Wszebory) — село в Польщі, у гміні Домбрувка Воломінського повіту Мазовецького воєводства.
Населення — 382 особи (2011).
У 1975-1998 роках село належало до Остроленцького воєводства.

## Демографія
Демографічна структура станом на 31 березня 2011 року:
|          | Загалом | Допрацездатний вік | Працездатний вік | Постпрацездатний вік |
| -------- | ------- | ------------------ | ---------------- | -------------------- |
| Чоловіки | 183     | 55                 | 121              | 7                    |
| Жінки    | 199     | 49                 | 123              | 27                   |
| Разом    | 382     | 104                | 244              | 34                   |